# Sbory dobrovolných hasičů v Karlovarském kraji
Jednotku sboru dobrovolných hasičů obce je podle § 68 zákona č. 135/1985 Sb., o požární ochraně,
povinna zřídit každá obec. Mnohé obce jich zřizují více. Své sbory dobrovolných hasičů zřizují též některé průmyslové, dopravní a jiné firmy.
Většina sborů má ve svém názvu buď celá slova Sbor dobrovolných hasičů nebo jen zkratku SDH, některé sbory však mají názvy tvořené jinak.
Sbory dobrovolných hasičů v Česku zastřešuje Sdružení hasičů Čech, Moravy a Slezska (SH ČMS),
sbory v Čechách zastřešuje Česká hasičská jednota.
Sbory jsou označeny šesticiferným evidenčním číslem (první trojčíslí odpovídá okresu) a podle své velikosti, významu a vybavení se člení do kategorií:
největší sbory bývají v kategorii II, jiné významnější sbory v kategorii III, malé sbory v kategorii V a podnikové v kategorii VI.

## Seznam
Tento seznam obsahuje zatím především sbory uvedené v adresáři SH ČMS. Ve skutečnosti každá obec zřizuje nejméně jeden sbor.

### Okres Cheb
- SDH Tři Sekery
- SDH Drmoul
- SDH Hazlov
- SDH Háje (Cheb)
- SDH Dolní Žandov
- SDH Lázně Kynžvart
- SDH Stará Voda
- SDH Libá
- SDH Skalná
- a další

### Okres Karlovy Vary
- SDH Ostrov
- SDH Merklín
- SDH Mezirolí
- SDH Pernink
- SDH Abertamy
- SDH Hroznětín
- SDH Potůčky
- SDH Boží Dar
- SDH Nejdek
- SDH Pozorka
- SDH Nová Role
- SDH Toužim
- SDH Jáchymov
- a další

### Okres Sokolov
- SDH Březová
- SDH Horní Slavkov
- SDH Chodov
- SDH Kynšperk nad Ohří
- SDH Vintířov
- SDH Loket
- SDH Oloví
- SDH Rotava
- SDH Kraslice
- SDH Habartov
- SDH Bukovany
- SDH Krajková
- SDH Královské Poříčí
- SDH Krásno
- SDH Jindřichovice
- SDH Šindelová
- a další